# Meredith Kopit Levien
Meredith Kopit Levien (Richmond, 1971) è una manager statunitense di media, dal settembre 2020 amministratore delegato del The New York Times Company. È la prima donna ad avere questo incarico e anche la più giovane nella storia del giornale.

## Biografia
Levien è nata Meredith Kopit ed è cresciuta a Richmond, Virginia, figlia di Carole e Marvin Kopit. Ha una sorella, Barbara. Si è laureata all'Università della Virginia in retorica e ha lavorato presso il giornale del college, The Cavalier Daily.
Dopo l'università, ha lavorato presso The Advisory Board Company, un think tank fondato da David G. Bradley e poi per l'agenzia digitale i33 / AppNet. Una volta che Bradley ha acquistato Atlantic Media (editore della rivista The Atlantic), lei è stata assunta nel 2003 come direttore pubblicitario. Nel 2006, Levien è diventata responsabile della rivista di Atlantic Media, 02138.
Nell'aprile 2008 è entrata a far parte di Forbes Media dove dirigeva la rivista Forbes Life. Levien si è concentrata sull'aspetto digitale della rivista riuscendo così ad arginare le perdite. Nel 2010, il CEO Tim Forbes l'ha nominata responsabile del suo gruppo. Ha implementato l'acquisto programmatico (in cui l'acquisto di pubblicità viene effettuato tramite media online) e Brandvoice, che consente agli inserzionisti di creare i propri contenuti con il logo di Forbes. Questo nuovo metodo di pubblicità, denominato native advertising, è stato criticato per aver offuscato il confine tra editoria e pubblicità. Nel 2012 è stata nominata Chief Revenue Officer di Forbes Media.
Nel luglio 2013, ha assunto la responsabilità della pubblicità presso The New York Times Company voluta a quell'incarico dal CEO Mark Thompson  Levien è stata impegnata nel tentativo di ridurre il calo dei ricavi pubblicitari (diminuiti da un picco di 1,3 miliardi di dollari nel 2000 a 667 milioni nel 2013). Ha riorientato il New York Times verso i contenuti digitali e le vendite, assumendo 80 nuovi dipendenti con competenze in Internet e offrendo pacchetti di licenziamento a 40 dipendenti di lunga data. Ha introdotto la pubblicità nativa sotto il nome di "Post a pagamento" per aumentare le entrate pubblicitarie; i clienti includono Netflix, Chevron, Dell, MetLife.
Nell'aprile 2015 è stata nominata Chief Revenue Officer del Times, responsabile di tutte le entrate pubblicitarie e degli abbonamenti.  Ha assunto l'ex dirigente di Pinterest, David Rubin, come capo del marchio del Times. Levien ha supervisionato lo sviluppo del primo marketing del marchio del Times dal 2010, iniziato con la campagna "La verità è dura".  Ha poi cambiato la strategia di vendita degli annunci dell'azienda: da annunci display a partnership pubblicitarie non tradizionali e a lungo termine. Nel giugno 2017 è stata promossa a chief operating officer, direttrice operativa,del New York Times. In questo ruolo, Levien ha gestito "i team responsabili del prodotto digitale, del design, del pubblico e del marchio, nonché delle entrate e della pubblicità dei consumatori". Sotto la sua guida, il Times ha riportato una crescita record di abbonamenti.  Ha descritto il modello di business dell'azienda come "fare qualcosa per cui valga la pena pagare", e ha cambiato il modello in un'attività diretta al consumatore. Levien ha affermato che i prodotti digitali dell'azienda dovrebbero essere "avvincenti e senza rivali come il giornalismo stesso" e si è pronunciata in difesa delle notizie locali, affermando che "il giornalismo di qualità, originale e indipendente a livello locale è (...) fondamentale per la comunità, alla società e, in ultima analisi, alla democrazia".
Nel luglio 2020, Levien è stata nominata amministratore delegato del The New York Times Company, con effetto dall'8 settembre 2020. Entra anche a far parte del consiglio di amministrazione del gruppo.

## Vita privata
Levien divide il suo tempo tra New York City e Washington. Suo marito, Jason Levien, è il co-presidente e CEO della Major League Soccer club DC United.

## Riconoscimenti
Levien è stata Henry Crown Fellow presso l'Aspen Institute nel 2016.  Nel 2017 è stata nominata uno dei "50 CMO più innovativi al mondo" da Business Insider ed è stata inclusa nella lista del 2018 di Adweek dei "50 operatori indispensabili per i media, il marketing e la tecnologia" e nella "Hot List per la pubblicazione" del 2019, in cui è stata nominata Executive of the Year.